# Montagagne
Montagagne ist eine französische Gemeinde mit 82 Einwohnern (Stand 1. Januar 2022) im Département Ariège in der Region Okzitanien. Sie gehört zum Kanton Couserans Est und zum Arrondissement Saint-Girons. 
Sie grenzt im Norden an Larbont, im Nordosten an Alzen, im Süden an Le Bosc, im Westen an Sentenac-de-Sérou und im Nordwesten an Esplas-de-Sérou.

## Bevölkerungsentwicklung
| Jahr                       | 1962 | 1968 | 1975 | 1982 | 1990 | 1999 | 2008 | 2015 |
| -------------------------- | ---- | ---- | ---- | ---- | ---- | ---- | ---- | ---- |
| Einwohner                  | 24   | 13   | 9    | 16   | 19   | 57   | 43   | 70   |
| Quellen: Cassini und INSEE |      |      |      |      |      |      |      |      |